# Sh2-34
Sh2-34 (également connue sous le nom de RCW 149) est une nébuleuse en émission dans la constellation du Sagittaire. La nébuleuse est située sur le bras du Sagittaire, à proximité de l'association stellaire Sgr OB1 et de la nébuleuse de la Lagune. À l’œil nu, la nébuleuse apparaît comme un léger halo rougeâtre.
En 1974, un article scientifique a montré comment la nébuleuse est physiquement connectée à Sh2-35.